# Смаков, Муса Гатиятуллович
Муса Гатиятуллович Смаков (баш. Муса Ғәтиәтулла улы Смаҡов; 1885, Смаково, Уфимская губерния — неизвестно, неизвестно) — деятель Башкирского национального движения.

## Биография
Смаков Муса Гатиятуллович родился в 1885 году в деревне Смаково Стерлитамакского уезда Уфимской губернии (ныне — Мелеузовский район Башкортостана).
В 1917 году принимал участие в работе во всех Всебашкирских курултаях (съезда), которые состоялись в Оренбурге и Уфе.
С августа 1917 года — член Башкирского центрального (областного) шуро (совета). С ноября 1917 года заведовал отделом просвещения при Башкирском правительстве.
В декабре 1917 года избран депутатом в Малый Курултай (Кесе-Курултай).
В 1918 году являлся уполномоченным Башкирского правительства в Аргаяшском кантоне.
В октябре—декабре 1918 года вместе с Х. К. Кушаевым и другими находился под арестом по распоряжению уполномоченного Временного Сибирского правительства полковника Велека.
В 1919 году работал в Башкирском военно-революционном комитете.
С декабря 1920 года Муса Смаков стал членом коллегии народного комиссариата просвещения Автономной Башкирской Советской Республики.
В 1930-е годы работал в тресте «Южураллес» в г. Уфе.
В 1936 году репрессирован как «башкирский националист». Был реабилитирован.
Дальнейшая судьба Муса Смакова неизвестна.